# 圣阿尔图
圣阿尔图（葡萄牙語：Alto Santo）是巴西塞阿拉州的一个市镇。总面积1338.743平方公里，总人口18222人，人口密度13.6人/平方公里。